# Republica Armeană (1918-1920)
Republica Democrată Armeană, cunoscută și sub numele de Prima Republică armeană, a fost primul stat modern armean, constituit la 28 mai 1918. Republica a fost înființată pe teritoriul Armeniei Orientale (gubernia Erevanului si regiunea Kars) din cadrul Imperiului Rus în urma Revoluției din 1917 și a dezmembrării Republicii Federative Caucaziene.
În primele luni ale existenței sale, din iunie 1918 până în noiembrie 1918, majoritatea teritoriilor armene erau sub controlul armatei otomane, doar 12,000 km2 din jurul capitalei fiind în perioada respectivă sub controlul guvernului de la Erevan. În urma tratatului de pace dintre turci si Imperiul Britanic din noiembrie 1918, armata otomană s-a retras din majoritatea teritoriilor ocupate. Republica Armeană a avut multe probleme în scurta perioadă a independenței sale, având de înfruntat o avalanșă de refugiați armeni din calea genocidului comis de autoritățile otomane, precum și războaie de amploare redusă cu vecinii săi, Georgia și Azerbaijan, din motive teritoriale.
La 10 august 1920, în cadrul tratatului de la Sevres era inclusă o clauză, prin care Armenia urma să fie recunoscută drept stat independent și să primească teritorii extinse din estul și nord-estul Turciei de astăzi, până la orașul-port Trabzon. Acest tratat însă nu a intrat în vigoare datorită contraofensivei Junilor Turci si a lui Mustafa Kemal Ataturk. În septembrie 1920 începe războiul turco-armean, pe care Armenia avea să-l piardă. Porțiunea vestică a Armeniei a intrat în componența Turciei, iar restul teritoriului a fost ocupat de către Armata Roșie, intrând în componența Republicii Sovietice Transcaucaziene (și mai târziu ca RSS Armeană în URSS).
Regatul României a recunoscut independența Republicii Armenia la 10 august 1920 și a stabilit relații diplomatice cu aceasta pe data de 21 septembrie 1920.